# Suite de ''The Gadfly''
La Suite de The Gadfly, op. 97a, és una suite per a orquestra arranjada per Levon Atovmian a partir de la partitura de Dmitri Xostakóvitx per a la pel·lícula soviètica The Gadfly de 1955, basada en la novel·la homònima d'Ethel Lilian Voynich. La primera representació va ser el desembre de 1955 a la Gran Sala del Conservatori de Leningrad amb l'Orquestra Simfònica d'Estudiants del Conservatori de Leningrad dirigida per Nikolai Rabinovitx. La suite d'Atovmian difereix notablement de l'original: l'orquestració és més acolorida i econòmica, certes seccions es van transposar harmònicament i va inserir passatges de connexió de nova composició.

## Moviments
A continuació es mostren els moviments de la Suite op. 97a tal com la va organitzar Atovmian.
1. Overture 03:05
2. Contredanse 02:37
3. Folk Feast (National Holiday) 02:44
4. Interlude 02:38
5. Barrel Organ Waltz 02:01
6. Galop 02:03
7. Introduction (Prelude) 06:18
8. Romance 05:54
9. Intermezzo 05:49
10. Nocturne 04:13
11. Scene 03:18
12. Finale 03:13

La secció "Romance" de la suite, amb la seva melodia de violí solista, és coneguda per l'audiència de la televisió occidental com el tema musical de la minisèrie d'Euston Films Reilly, Ace of Spies, sobre l'aventurer rus Sidney Reilly.